# Giovanna da Orvieto
Giovanna da Orvieto (Carnaiola, 1264 circa – Orvieto, 23 luglio 1306) è stata una religiosa italiana del Terz'ordine della penitenza di San Domenico. Fu beatificata, per equipollenza, da papa Benedetto XIV nel 1754.

## Biografia
Rimasta presto orfana di entrambi i genitori, fu allevata in casa di parenti e per mantenersi svolse il lavoro di cucitrice. Rinunciò al matrimonio ed entrò nel monastero delle terziarie domenicane di Orvieto, distinguendosi per pazienza e obbedienza.
Ebbe fama di doni mistici (estasi, bilocazioni, levitazioni).
Morì nel 1306 e fu sepolta nella chiesa di San Domenico.

## Culto

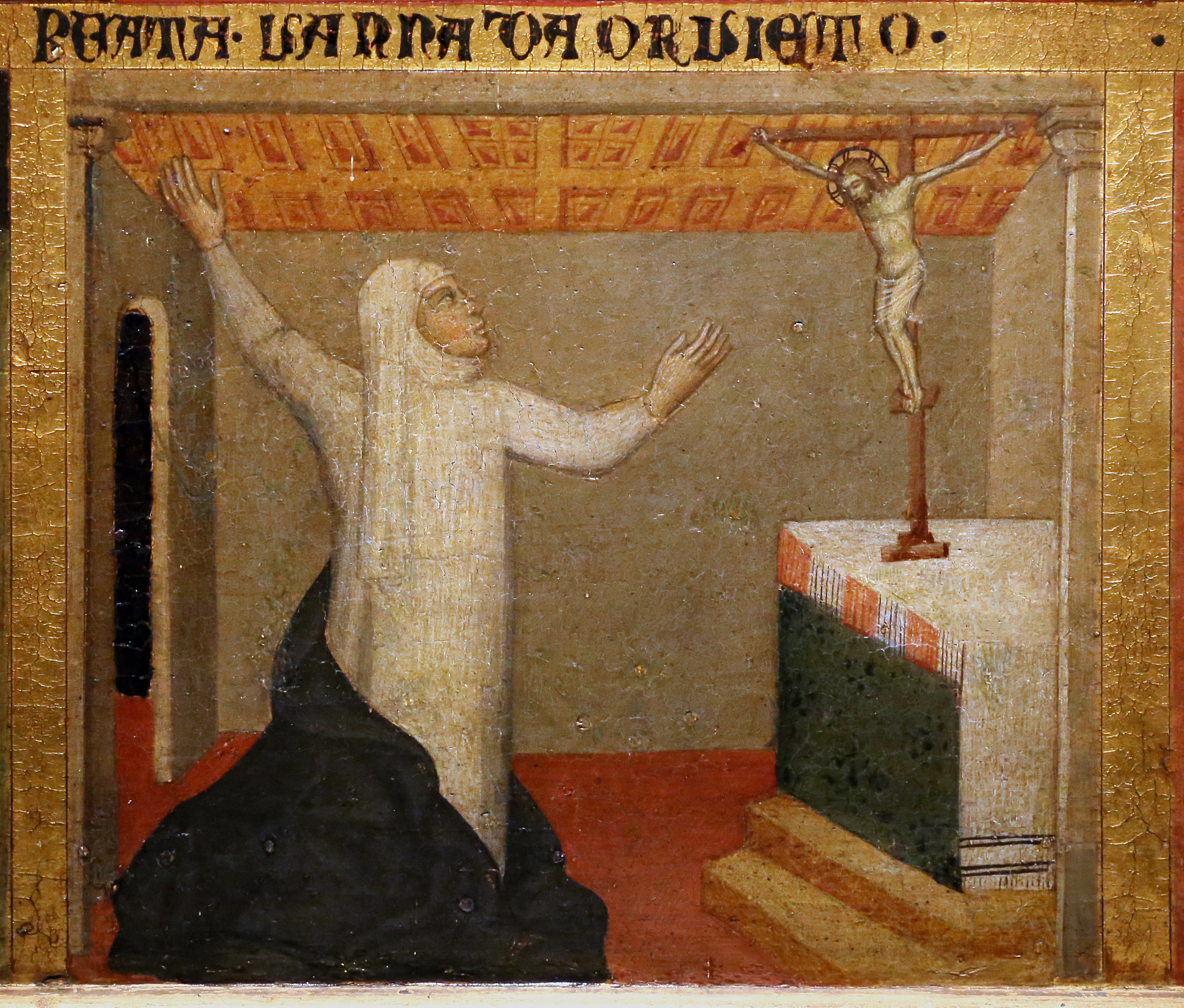
Vanna da Orvieto in un dipinto di Andrea di Bartolo

Il corpo della beata fu traslato la prima volta il 18 novembre 1307 e nuovamente nel 1610. Il 4 maggio 1743, in vista della beatificazione, fu compiuta una ricognizione delle reliquie.
Nel 1728 fu presentato un memoriale a papa Benedetto XIII per sollecitare la concessione dell'ufficio proprio. Il suo culto ab immemorabili fu confermato da papa Benedetto XIV il 11 settembre 1754 e il 28 novembre successivo il pontefice concesse alla diocesi di Orvieto e all'ordine domenicano di celebrarne la festa con ufficio e messa propri.
Il suo elogio si legge nel Martirologio romano al 23 luglio.